# Bleke hoornbloem
Bleke hoornbloem (Cerastium glutinosum) is een een- tot tweejarige plant uit de anjerfamilie (Caryophyllaceae). 

## Determinatie
Bleke hoornbloem is een kruidachtige plant die een hoogte bereikt van 2–20 cm. De kleverig behaarde, bleekgroene stengels zijn iets rechtopstaand.  De bleekgroene, langwerpig of langwerpig-eironde bladeren hebben een stompe of spitse top. De bovenste stengelbladeren zijn behaard en de onderste bladeren zijn kort gesteeld. De schutbladen hebben een zeer smalle vliezige rand en een kale bovenkant.
De soort bloeit van maart tot in mei met witte, vijftallige, 6–9 mm grote bloemen in een ijle bloeiwijze met vier tot achttien bloemen. De 0,8–1,6 mm brede kroonbladen zijn tot op een kwart ingesneden en korter dan de kelkbladen. De stijlen zijn 0,5–1 mm lang en de klierharen aan de bloeiwijze zijn 0,1–0,2 mm lang. De helmdraad is 1,4–2,2 lang en de helmknoppen zijn 0,2–0,4 mm lang.
De vrucht is een met tien tanden openspringende, 1,2–1,7 mm lange, echte doosvrucht. De vruchtstelen staan min of meer rechtop en zijn ongeveer even lang als de kelk, maar de soms bovenaan haakvormig omgebogen vruchtstelen kunnen twee tot vier keer zo lang zijn als de kelkbladen. Het zaad is 0,5–0,6 mm groot.
Het aantal chromosomen  2n = 72.

### Gelijkende taxa
Bleke hoornbloem lijkt veel op steenhoornbloem, maar heeft kortere stijlen en de kroonbladen zijn korter dan de kelkbladen. Ook zijn de kelkbladen smaller en de klierharen in de bloeiwijze korter.

## Ecologie
Bleke hoornbloem komt voor op droge, neutrale tot basische, open plaatsen. Ze is te vinden in een grote verscheidenheid aan milieus, zoals akkerland, rotsvegetatie en in graslanden.

## Verspreiding
Het verspreidingsgebied van bleke hoornbloem strekt zich uit over Zuidwest-, West- en Centraal-Europa. De soort staat op de Nederlandse Rode lijst van planten als zeer zeldzaam tot zeldzaam.

## Fotogalerij

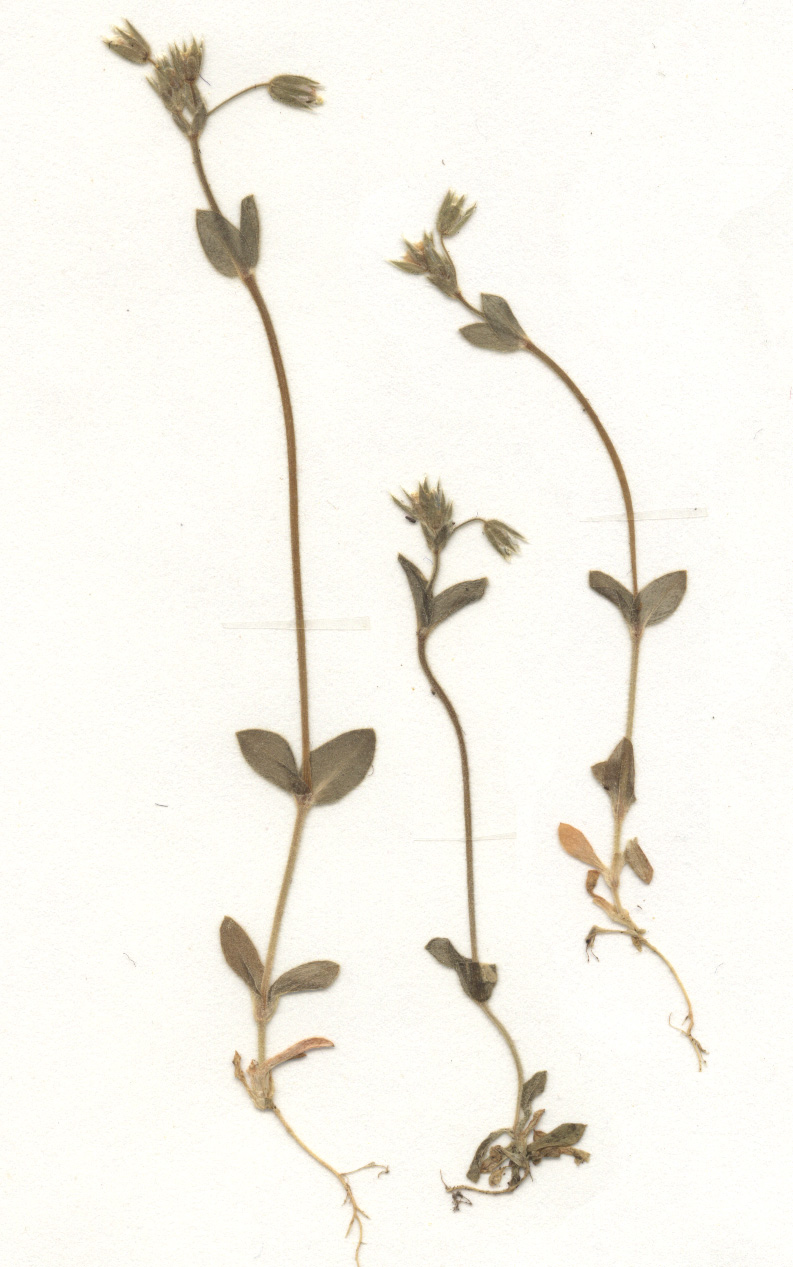
Herbariumexemplaar
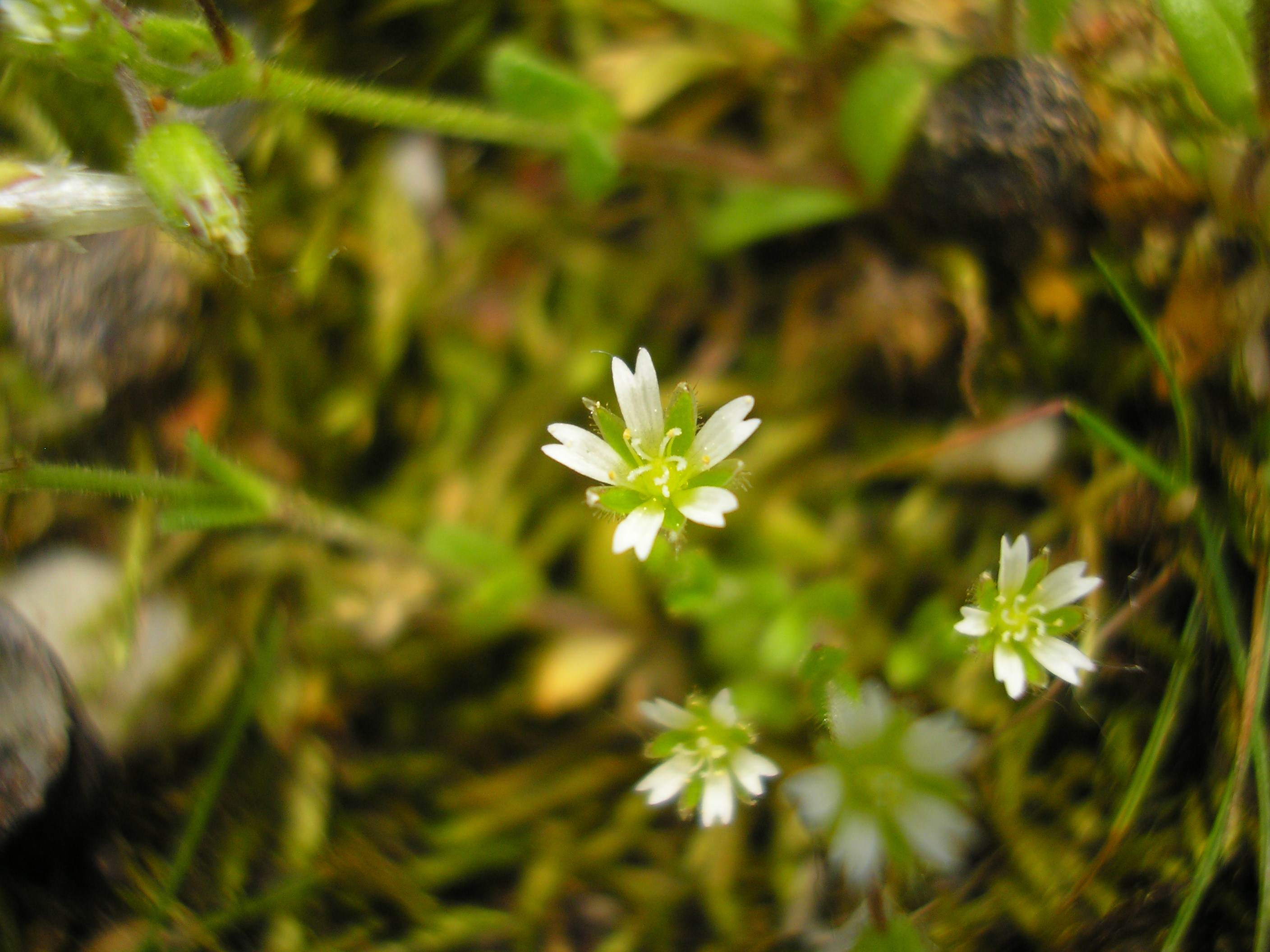
Bloemen
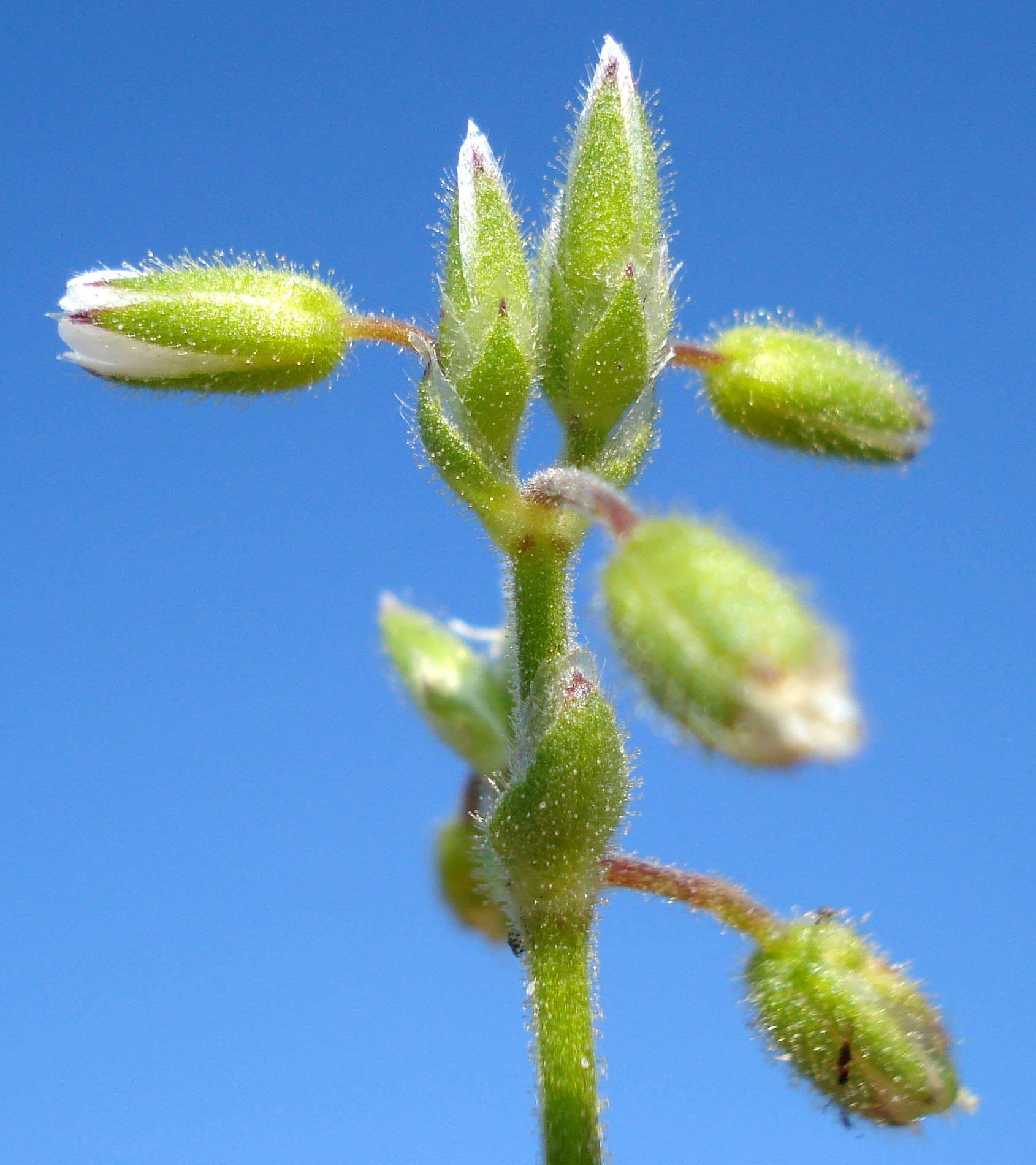
Bloeiwijze
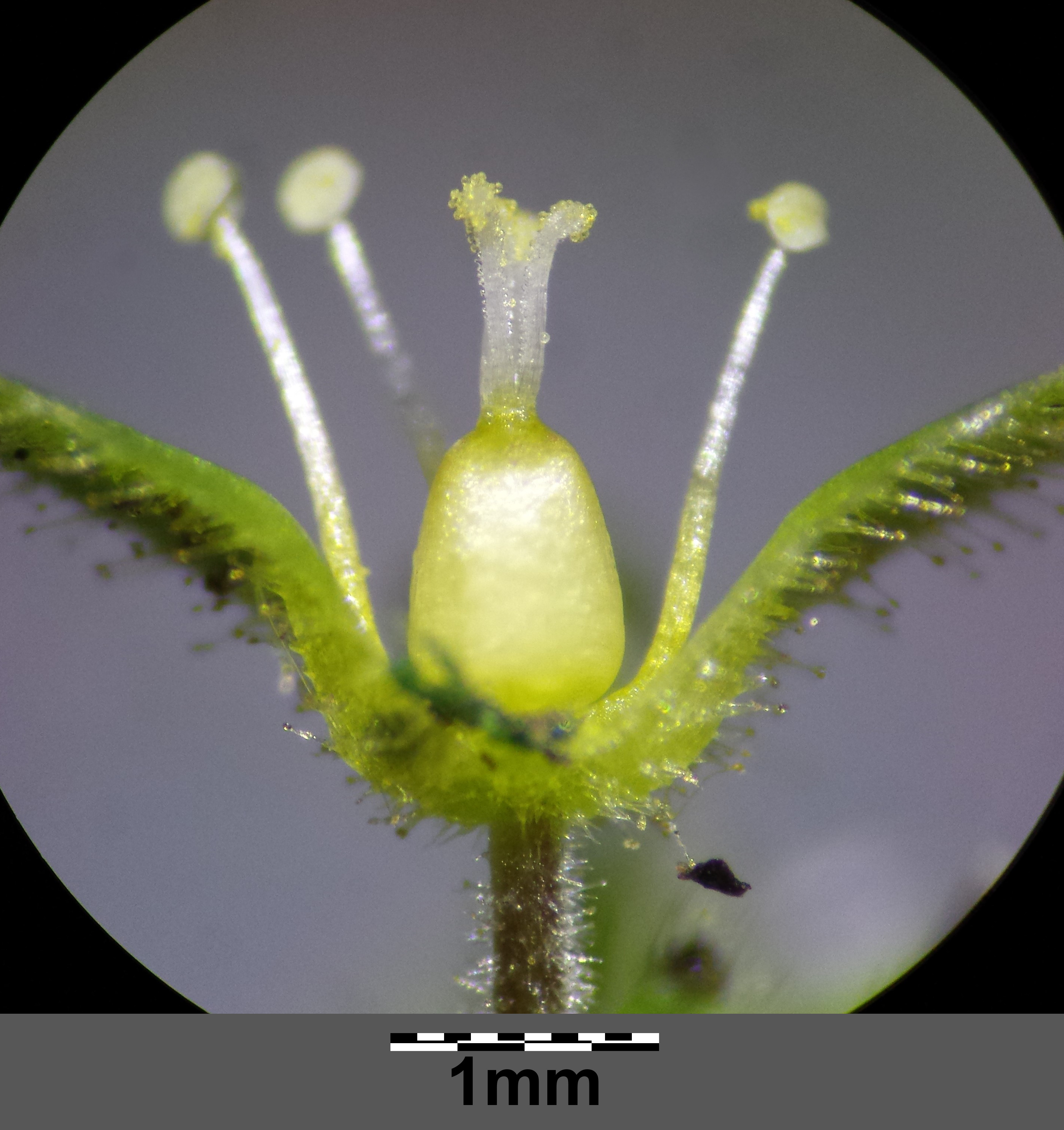
Bloem
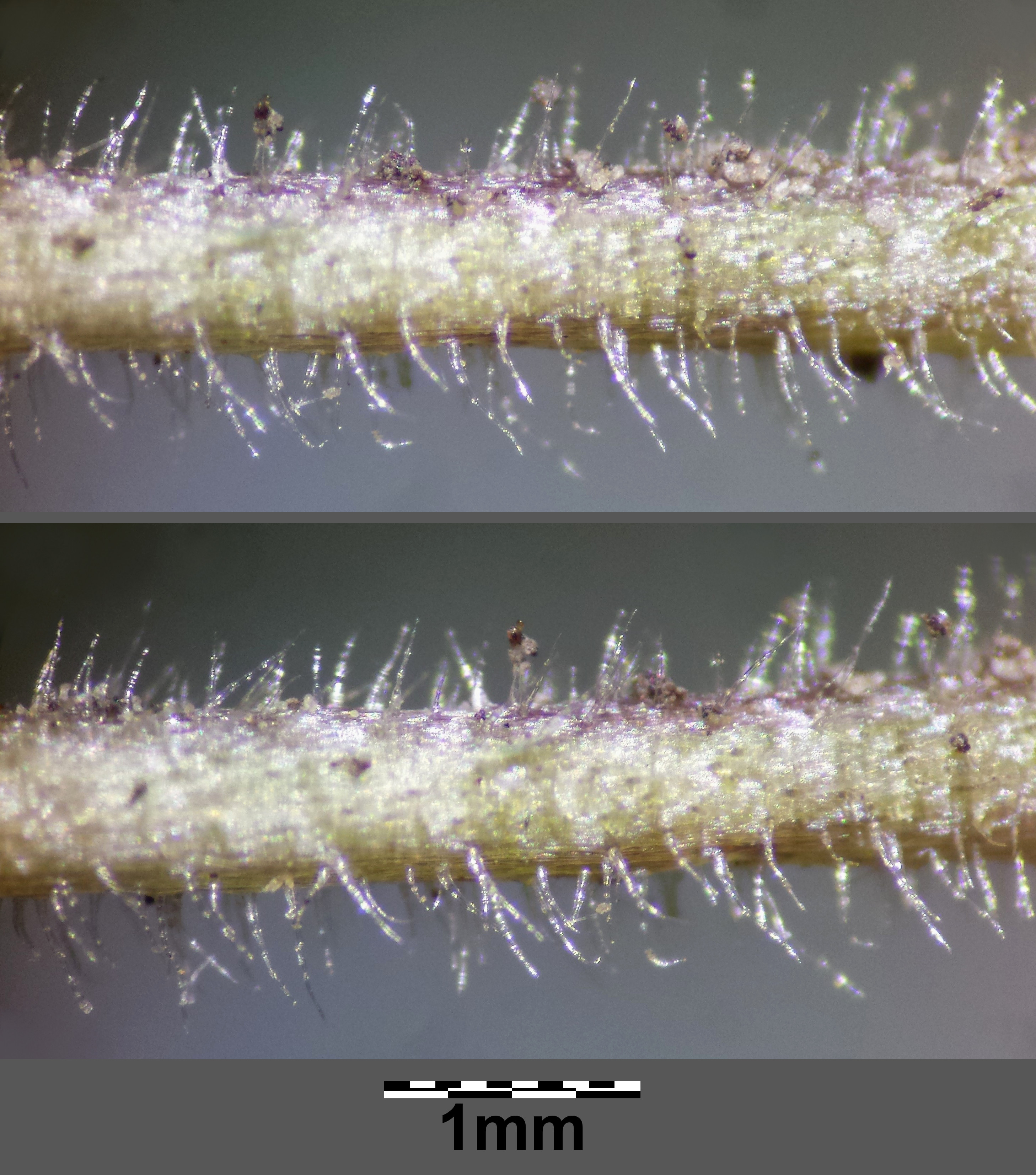
Het onderste stengeldeel is behaard.
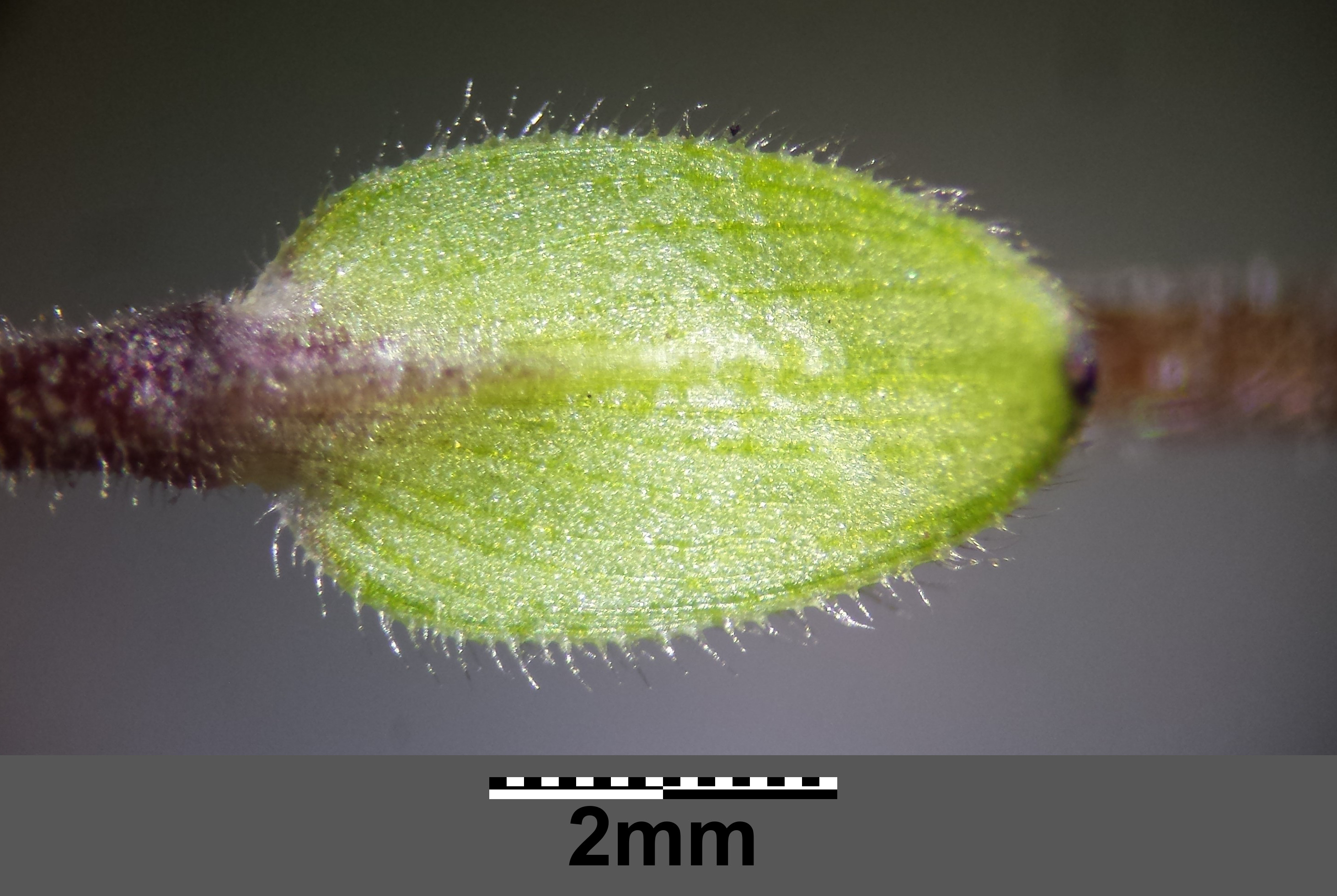
De bovenste stengelbladeren zijn behaard.
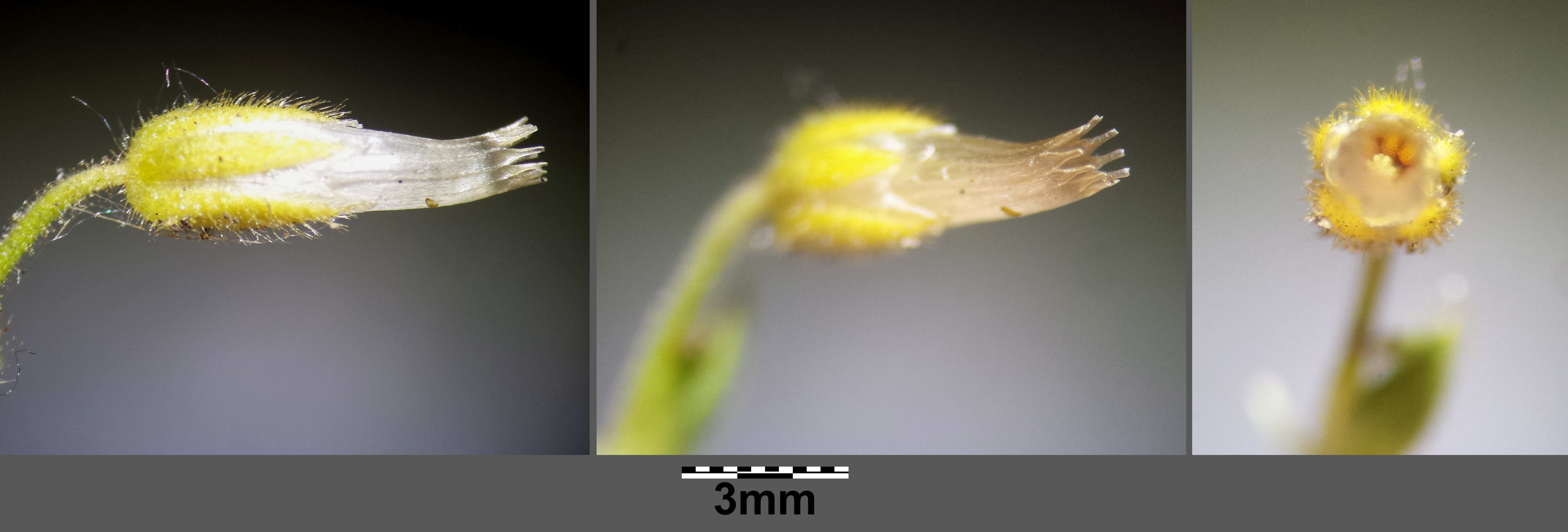
Jonge doosvrucht
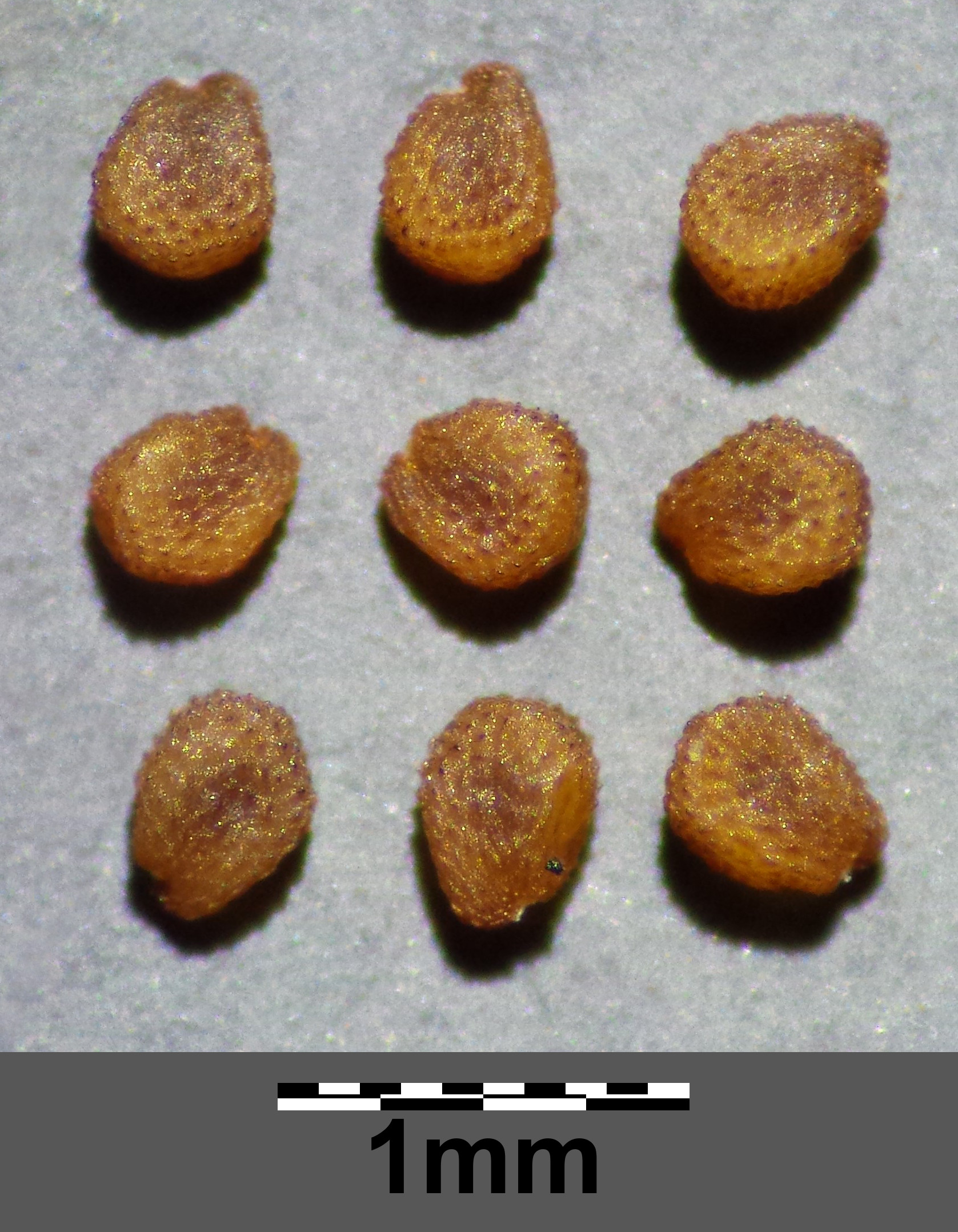
Zaad